# Babie
Babie (ungarisch Bábafalva – bis 1907 Bábafalu) ist eine Gemeinde im Osten der Slowakei mit 238 Einwohnern (Stand 31. Dezember 2024), die im Okres Vranov nad Topľou, einem Teil des Prešovský kraj, liegt.

## Geographie

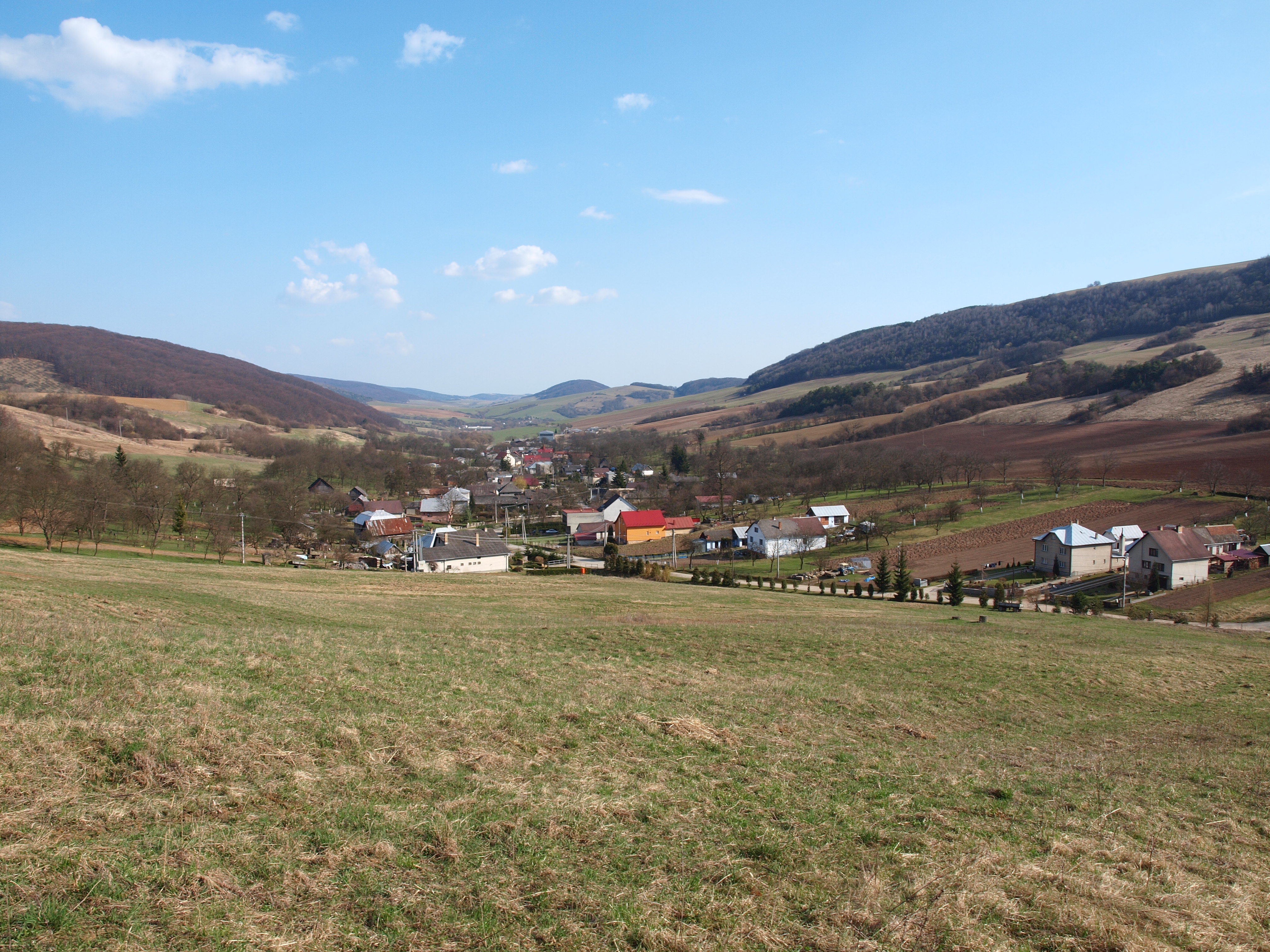
Babie

Die Gemeinde befindet sich in den Niederen Beskiden im Bergland Ondavská vrchovina, im Tal des Baches Babí  potok im Einzugsgebiet der Topľa. Das Ortszentrum liegt auf einer Höhe von 271 m n.m. und ist sieben Kilometer von Hanušovce nad Topľou, 12 Kilometer von Giraltovce sowie 29 Kilometer von Vranov nad Topľou entfernt.
Nachbargemeinden sind Železník im Norden, Mičakovce im Osten, Ďurďoš im Südosten, Vlača im Südosten und Süden, Medzianky im Süden, Radvanovce im Südwesten, Chmeľov im Westen und Kračúnovce im Nordwesten.

## Geschichte
Babie wurde zum ersten Mal 1330 als Babapateca beziehungsweise Babapataka schriftlich erwähnt, weitere historische Bezeichnungen sind unter anderen Babič (1786) und Babjé (1808).
Das Dorf entstand auf damaligem Gemeindegebiet von Medzianky und war anfangs Teil der Herrschaft von Chmeľov. 1427 wurden 36 Porta verzeichnet, damals in der Herrschaft von Kamenica. Im 15. Jahrhundert war Babie Besitz der Geschlechter Széchy und Soós, gefolgt von den Familien Fejerváry im 18. und Semsey im 19. Jahrhundert. 
1787 hatte die Ortschaft 38 Häuser und 250 Einwohner, 1828 zählte man 32 Häuser und 237 Einwohner, die als Kalkbrenner, Landwirte und Schmierer tätig waren.
Bis 1918 gehörte der im Komitat Sáros liegende Ort zum Königreich Ungarn und kam danach zur Tschechoslowakei beziehungsweise heute Slowakei. Auch in der Zeit der ersten tschechoslowakischen Republik war Babie ein landwirtschaftlich geprägtes Dorf (Obstbau, Viehzucht). Nach dem Zweiten Weltkrieg wurde die örtliche Einheitliche landwirtschaftliche Genossenschaft (Abk. JRD) im Jahr 1959 gegründet, ein Teil der Einwohner pendelte zur Arbeit in Betriebe in Košice.

## Bevölkerung
| Jahr                | 1994 | 2004     | 2014    | 2024    |
| ------------------- | ---- | -------- | ------- | ------- |
| Anzahl der Personen | 234  | 261      | 241     | 238     |
| Unterschied         |      | +11,53 % | −7,66 % | −1,24 % |

| Jahr                | 2023 | 2024    |
| ------------------- | ---- | ------- |
| Anzahl der Personen | 239  | 238     |
| Unterschied         |      | −0,41 % |

Nach der Volkszählung 2011 wohnten in Babie 252 Einwohner, alle davon Slowaken.
171 Einwohner bekannten sich zur Evangelischen Kirche A. B., 68 Einwohner zur römisch-katholischen Kirche und 11 Einwohner zur griechisch-katholischen Kirche. Bei zwei Einwohnern wurde die Konfession nicht ermittelt.

## Bauwerke und Denkmäler
- evangelische Kirche im frühgotischen Stil aus dem 14. Jahrhundert[6]

## Verkehr
Nach Babie führt die Cesta III. triedy 3632 („Straße 3. Ordnung“) von Vlača und Ďurďoš heraus, als Abzweig der Cesta II. triedy 556 („Straße 2. Ordnung“) zwischen Giraltovce und Hanušovce nad Topľou.